# کرول (فیلم ۱۹۹۱)
کرول (لهستانی: Kroll) یک فیلم دلهره‌آور لهستانی به کارگردانی ووادیسواف پاسیکوفسکی است که در سال ۱۹۹۱ منتشر شد.

## گزیدهٔ بازیگران
- اولاف لوباشنکو
- بوگوسواف لیندا
- سزاری پازورا
- ماچئی کوزووفسکی
- آلیتسیا یاخیه‌ویچ
- ماچئی روباکیویچ
- آندژی ماستالش
- روبرت موسکوا
- لخ دیبلیک
- ادوارد لینده-لوباشنکو
- اوا بوکوفسکا
- لیدیا پوپیل
- داریوش کوردِک
- سواوومیر سولِـی
- پیوتر شِـیکا